# Saison 2020-2021 des Predators de Nashville
Autres saisons
Saison précédente Saison suivante
La saison 2020-2021 des Predators de Nashville est la 23e saison de hockey sur glace jouée par la franchise dans la Ligue nationale de hockey. Cette saison est particulière, à cause de la pandémie de la Covid-19, débute en janvier et se dispute sur un calendrier condensé de 56 matchs.

## Avant-saison

### Contexte
À chaque poste, les Predators comptent sur des joueurs expérimenté et de jeunes joueurs, que ce soit devant les buts avec le duo Pekka Rinne et Juuse Saros, en défense avec Mattias Ekholm, Ryan Ellis et Roman Josi guidant Alexandre Carrier, Dante Fabbro et Ben Harpur, en attaque avec Viktor Arvidsson, Filip Forsberg, Mikael Granlund, Calle Jarnkrok et Ryan Johansen soutenant Luke Kunin, Mathieu Olivier, Eeli Tolvanen et Iakov Trenine. Cette équipe affiche un contingent intéressant qui bien qu’il ne soit pas considérer dans les favoris à la course au titre, demeure compétitif.

### Mouvements d’effectifs

#### Transactions
| Date             | Acquisition des Predators                                                                         | Partenaire d'échange    | Acquisition du partenaire                                                                 |
| ---------------- | ------------------------------------------------------------------------------------------------- | ----------------------- | ----------------------------------------------------------------------------------------- |
| 7 octobre 2020   | Luke Kunin et un choix de quatrième tour au Repêchage de 2020                                     | Wild du Minnesota       | Nick Bonino, un choix de deuxième tour et un choix de troisième tour au Repêchage de 2020 |
| 10 octobre 2020  | un choix de quatrième tour au Repêchage de 2021                                                   | Sénateurs d'Ottawa      | Austin Watson                                                                             |
| 21 décembre 2020 | Michael Carcone                                                                                   | Sénateurs d'Ottawa      | Zach Magwood                                                                              |
| 12 avril 2021    | Erik Gudbranson                                                                                   | Sénateurs d'Ottawa      | Brandon Fortunato et un choix de septième tour au Repêchage de 2023                       |
| 1er juillet 2021 | un choix de deuxième tour au Repêchage de 2021 et un choix de troisième tour au Repêchage de 2022 | Kings de Los Angeles    | Viktor Arvidsson                                                                          |
| 17 juillet 2021  | Philippe Myers et Nolan Patrick                                                                   | Flyers de Philadelphie  | Ryan Ellis                                                                                |
| 17 juillet 2021  | Nolan Patrick                                                                                     | Golden Knights de Vegas | Cody Glass                                                                                |

#### Signatures d'agent libre
| Joueur           | Date             | Ancienne franchise               | Durée du contrat |
| ---------------- | ---------------- | -------------------------------- | ---------------- |
| Mark Borowiecki  | 9 octobre 2020   | Sénateurs d'Ottawa               | 2 ans            |
| Matthew Benning  | 9 octobre 2020   | Oilers d'Edmonton                | 2 ans            |
| Nick Cousins     | 10 octobre 2020  | Golden Knights de Vegas          | 2 ans            |
| Brad Richardson  | 12 octobre 2020  | Coyotes de l'Arizona             | 1 an             |
| Kasimir Kasikuo  | 13 octobre 2020  | Maple Leafs de Toronto           | 1 an             |
| Tyler Lewington  | 13 octobre 2020  | Capitals de Washington           | 1 an             |
| Luke Evangelista | 9 novembre 2020  | Knights de London                | 3 ans            |
| Luke Prokop      | 9 décembre 2020  | Hitmen de Calgary                | 3 ans            |
| Erik Haula       | 23 décembre 2020 | Panthers de la Floride           | 1 an             |
| David Farrance   | 28 mars 2021     | Terriers de Boston               | 2 ans            |
| Grant Mismash    | 5 avril 2021     | Fighting Hawks du Dakota du Nord | 2 ans            |
| Josh Healey      | 11 avril 2021    | Wolves de Chicago                | 1 an             |
| Tomáš Vomáčka    | 16 avril 2021    | Huskies du Connecticut           | 2 ans            |
| Marc DelGaizo    | 21 avril 2021    | Minutemen d'UMass                | 3 ans            |
| Juuso Pärssinen  | 29 mai 2021      | TPS                              | 3 ans            |

#### Départs d'agent libre
| Joueur             | Date            | Franchise suivante          |
| ------------------ | --------------- | --------------------------- |
| Colin Blackwell    | 9 octobre 2020  | Rangers de New York         |
| Frédérick Gaudreau | 10 octobre 2020 | Penguins de Pittsburgh      |
| Craig Smith        | 10 octobre 2020 | Bruins de Boston            |
| Troy Grosenick     | 10 octobre 2020 | Kings de Los Angeles        |
| Korbinian Holzer   | 4 novembre 2020 | Avtomobilist Iekaterinbourg |
| Yannick Weber      | 27 janvier 2021 | Penguins de Pittsburgh      |
| Josh Healey        | 18 mai 2021     | Admirals de Milwaukee       |
| Kasimir Kasikuo    | 4 juin 2021     | Leksands IF                 |

#### Prolongations de contrat
| Joueur          | Date             | Durée du contrat |
| --------------- | ---------------- | ---------------- |
| Rem Pitlick     | 19 octobre 2020  | 1 an             |
| Mikael Granlund | 23 décembre 2020 | 1 an             |
| Luke Kunin      | 6 janvier 2021   | 2 ans            |
| Cole Smith      | 15 juillet 2021  | 1 an             |

#### Résiliations de contrat
| Joueur         | Date           |
| -------------- | -------------- |
| Steven Santini | 8 octobre 2020 |
| Kyle Turris    | 8 octobre 2020 |

#### Réclamé au ballotage
| Joueur     | Date            | Ancienne franchise |
| ---------- | --------------- | ------------------ |
| Luca Sbisa | 12 janvier 2021 | Jets de Winnipeg   |

#### Départ au ballotage
| Joueur         | Date            | Franchise suivante |
| -------------- | --------------- | ------------------ |
| Jarred Tinordi | 27 février 2021 | Bruins de Boston   |

#### Retrait de la compétition
| Joueur      | Date            |
| ----------- | --------------- |
| Pekka Rinne | 13 juillet 2021 |

### Joueurs repêchés
Les Predators possèdent le 11e choix lors du repêchage de 2020 se déroulant virtuellement. Ils sélectionnent au premier tour Iaroslav Askarov, Gardien de but du SKA-Neva de la  Ligue majeure de hockey. La liste des joueurs repêchés en 2020 par les est la suivante :
| Tour | Choix | Nom                  | Poste          | Nationalité | Équipe précédente        |
| ---- | ----- | -------------------- | -------------- | ----------- | ------------------------ |
| 1    | 13    | Iaroslav Askarov     | Gardien de but | Russie      | SKA-Neva (VHL)           |
| 2    | 42    | Luke Evangelista     | Ailier droit   | Canada      | Knights de London (LHO)  |
| 3    | 73    | Luke Prokop          | Défenseur      | Canada      | Hitmen de Calgary (LHOu) |
| 4    | 101   | Adam Wilsby          | Défenseur      | Canada      | Skellefteå AIK (SHL)     |
| 6    | 166   | Luke Reid            | Défenseur      | Canada      | Steel de Chicago (USHL)  |
| 7    | 202   | Gunnarwolfe Fontaine | Ailier gauche  | États-Unis  | Steel de Chicago (USHL)  |
| 7    | 209   | Chase McLane         | Centre         | Canada      | Storm de Tri-City (USHL) |

Les Predators ont également cédé trois de leurs choix d'origine :
- le 104e, un choix de quatrième tour aux Flyers de Philadelphie le 25 février 2019 en compagnie de Ryan Hartman, en retour de Wayne Simmonds[40].
- le 135e, un choix de cinquième tour aux Flyers de Philadelphie le 7 octobre 2020 en retour de deux choix de septième tour en 2020 (202e et 209e au total)[39].
- le 197e, un choix de septième tour acquis par les Rangers de New York lors d'un échange le 6 février 2019 en retour de Cody McLeod[41].

## Composition de l'équipe
L'équipe 2020-2021 des Predators est entraînée au départ par John Hynes, assisté de Lawrence Feloney, Dan Hinote, Dan Lambert, Todd Richards et Ben Vanderklok ; le directeur général de la franchise est David Poile.
Les joueurs utilisés depuis le début de la saison sont inscrits dans le tableau ci-dessous. Les buts des séances de tir de fusillade ne sont pas comptés dans ces statistiques. Certains des joueurs ont également joué des matchs avec l'équipe exceptionnellement associée cette saison aux Predators : les Comets d'Utica, franchise de la Ligue américaine de hockey.
En raison de la pandémie, la ligue met en place un encadrement élargis appelé Taxi-squad. Il s'agit de joueurs se tenant à disposition avec l'équipe prêt à remplacer un joueur qui serait tester positif à la COVID-19. Six parmi eux n'ont disputé aucune rencontre avec les Predators, il s'agit de Devin Cooley, de Luke Evangelista, de Josh Healey, de Connor Ingram, de Tommy Novak et de Philip Tomasino.
| No | Nationalité | Joueur           | PJ | V  | D  | DP | Min   | BC | BL | Moy  | %Arr  | A | Pun | Commentaire |
| -- | ----------- | ---------------- | -- | -- | -- | -- | ----- | -- | -- | ---- | ----- | - | --- | ----------- |
| 35 | Finlande    | Pekka Rinne      | 24 | 10 | 12 | 1  | 1 310 | 62 | 2  | 2,84 | 90,7  | 1 | 0   |             |
| 73 | Finlande    | Kasimir Kaskisuo | 1  |    |    |    | 15    | 0  | 0  | 0,00 | 100,0 | 0 | 0   |             |
| 74 | Finlande    | Juuse Saros      | 36 | 21 | 11 | 1  | 2 052 | 78 | 3  | 2,28 | 92,7  | 0 | 2   |             |

| No | Nationalité | Joueur            | PJ | B | A  | Pts | Pun | Commentaire                                      |
| -- | ----------- | ----------------- | -- | - | -- | --- | --- | ------------------------------------------------ |
| 2  | Canada      | Tyler Lewington   | 2  | 0 | 1  | 1   | 9   |                                                  |
| 4  | Canada      | Ryan Ellis        | 35 | 5 | 13 | 18  | 10  |                                                  |
| 5  | Canada      | Matt Benning      | 53 | 1 | 3  | 4   | 30  |                                                  |
| 14 | Suède       | Mattias Ekholm    | 48 | 6 | 17 | 23  | 14  | assistant capitaine                              |
| 17 | Canada      | Ben Harpur        | 34 | 0 | 7  | 7   | 17  |                                                  |
| 22 | États-Unis  | David Farrance    | 2  | 0 | 0  | 0   | 0   |                                                  |
| 24 | États-Unis  | Jarred Tinordi    | 7  | 0 | 0  | 0   | 4   | A fini la saison avec les Bruins de Boston       |
| 38 | Canada      | Jérémy Davies     | 16 | 0 | 1  | 1   | 8   |                                                  |
| 44 | Canada      | Erik Gudbranson   | 9  | 0 | 1  | 1   | 12  | A commencé la saison avec les Sénateurs d'Ottawa |
| 45 | Canada      | Alexandre Carrier | 19 | 1 | 2  | 3   | 8   |                                                  |
| 55 | Suisse      | Luca Sbisa        | 1  | 0 | 0  | 0   | 0   |                                                  |
| 57 | Canada      | Dante Fabbro      | 40 | 2 | 10 | 12  | 23  |                                                  |
| 59 | Suisse      | Roman Josi        | 48 | 8 | 25 | 33  | 20  | capitaine de l'équipe                            |
| 72 | Canada      | Frédéric Allard   | 1  | 0 | 0  | 0   | 0   |                                                  |
| 90 | Canada      | Mark Borowiecki   | 22 | 0 | 1  | 1   | 38  |                                                  |

| No | Nationalité | Joueur           | Poste | PJ | B  | A  | Pts | Pun | Commentaire         |
| -- | ----------- | ---------------- | ----- | -- | -- | -- | --- | --- | ------------------- |
| 9  | Suède       | Filip Forsberg   | AG    | 39 | 12 | 20 | 32  | 16  | assistant capitaine |
| 10 | Canada      | Colton Sissons   | C     | 54 | 8  | 7  | 15  | 18  |                     |
| 11 | États-Unis  | Luke Kunin       | C     | 38 | 10 | 9  | 19  | 13  |                     |
| 13 | Russie      | Yakov Trenin     | C     | 45 | 5  | 6  | 11  | 22  |                     |
| 15 | Canada      | Brad Richardson  | AD    | 17 | 1  | 3  | 4   | 4   |                     |
| 16 | États-Unis  | Rem Pitlick      | C     | 10 | 0  | 2  | 2   | 4   |                     |
| 19 | Suède       | Calle Järnkrok   | C     | 49 | 13 | 15 | 28  | 14  |                     |
| 21 | Canada      | Nick Cousins     | C     | 52 | 5  | 13 | 18  | 41  |                     |
| 23 | États-Unis  | Rocco Grimaldi   | C     | 40 | 10 | 3  | 13  | 4   |                     |
| 25 | États-Unis  | Mathieu Olivier  | AD    | 30 | 3  | 2  | 5   | 70  |                     |
| 28 | Finlande    | Eeli Tolvanen    | AD    | 40 | 11 | 11 | 22  | 4   |                     |
| 33 | Suède       | Viktor Arvidsson | AD    | 50 | 10 | 15 | 25  | 21  |                     |
| 36 | États-Unis  | Cole Smith       | AG    | 1  | 0  | 0  | 0   | 0   |                     |
| 43 | États-Unis  | Sean Malone      | C     | 1  | 0  | 1  | 1   | 2   |                     |
| 47 | États-Unis  | Michael McCarron | R     | 6  | 0  | 0  | 0   | 16  |                     |
| 56 | Finlande    | Erik Haula       | AG    | 51 | 9  | 12 | 21  | 14  |                     |
| 64 | Finlande    | Mikael Granlund  | C     | 51 | 13 | 14 | 27  | 14  |                     |
| 84 | Canada      | Tanner Jeannot   | AG    | 15 | 5  | 2  | 7   | 2   |                     |
| 92 | Canada      | Ryan Johansen    | C     | 48 | 7  | 15 | 22  | 22  | assistant capitaine |
| 95 | Canada      | Matt Duchene     | C     | 34 | 6  | 7  | 13  | 6   |                     |

## Saison régulière

### Match après match
Cette section présente les résultats de la saison régulière qui s'est déroulée du 13 janvier au 12 mai. Le calendrier de cette dernière est annoncé par la ligue le 23 décembre 2020.
Nota : les résultats sont indiqués dans la boîte déroulante ci-dessous afin de ne pas surcharger l'affichage de la page. La colonne « Fiche » indique à chaque match le parcours de l'équipe au niveau des victoires, défaites et défaites en prolongation ou lors de la séance de tir de fusillade (dans l'ordre). La colonne « Pts » indique les points récoltés par l'équipe au cours de la saison. Une victoire rapporte deux points et une défaite en prolongation, un seul.
| No | Date        | Adversaire   | Lieu      | Score    | Buteur(s) des Hurricanes | Fiche   | Pts | Gardien de but | Patinoire                | Résumé     |
| -- | ----------- | ------------ | --------- | -------- | --- | ------- | --- | -------------- | ------------------------ | ---------- |
| 1  | 14 janvier  | Blue Jackets | Nashville | 1-3      | Kunin (Haula - Borowiecki) Forsberg (Richardson) Jarnkrok (Grimaldi - Josi)                                                                                             | 1-0-0   | 2   | Saros          | Bridgestone Arena        | [ fdm 1 ]  |
| 2  | 16 janvier  | Blue Jackets | Nashville | 2-5      | Grimaldi (Ellis) Forsberg Richardson (Ekholm) Kunin (Cousins - Duchene) Sissons (Arvidsson - Fabbro)                                                                    | 2-0-0   | 4   | Saros          | Bridgestone Arena        | [ fdm 2 ]  |
| 3  | 18 janvier  | Hurricanes   | Nashville | 4-2      | Forsberg (Arvidsson - Fabbro) Arvidsson (Johansen - Duchene) | 2-1-0   | 4   | Rinne          | Bridgestone Arena        | [ fdm 3 ]  |
| 4  | 22 janvier  | Stars        | Dallas    | 0-7      | | 2-2-0   | 4   | Saros          | American Airlines Center | [ fdm 4 ]  |
| 5  | 24 janvier  | Stars        | Dallas    | 2-3      | Forsberg (Arvidsson - Johansen) Granlund (Arvidsson) | 2-3-0   | 4   | Saros          | American Airlines Center | [ fdm 5 ]  |
| 6  | 26 janvier  | Blackhawks   | Nashville | 2-3 (P)  | Trenin (Olivier) Granlund (Cousins - Ekholm) Josi (Granlund - Haula) | 3-3-0   | 6   | Rinne          | Bridgestone Arena        | [ fdm 6 ]  |
| 7  | 27 janvier  | Blackhawks   | Nashville | 1-2 (TF) | Cousins (Duchene) · TF : Forsberg - Duchene - Ellis | 4-3-0   | 8   | Saros          | Bridgestone Arena        | [ fdm 7 ]  |
| 8  | 30 janvier  | Lightning    | Tampa     | 3-4      | Ellis (Cousins - Forsberg) Olivier (Johansen - Josi) Arvidsson (Granlund - Forsberg)                                                                                    | 4-4-0   | 8   | Rinne          | Amalie Arena             | [ fdm 8 ]  |
| 9  | 1er février | Lightning    | Tampa     | 2-5      | Tolvanen (Haula) Granlund (Ellis - Josi) | 4-5-0   | 8   | Saros          | Amalie Arena             | [ fdm 9 ]  |
| 10 | 4 février   | Panthers     | Sunrise   | 6-5 (P)  | Forsberg (Ellis - Johansen) Jarnkrok (Forsberg) Duchene (Forsberg - Granlund) Josi (Ekholm - Forsberg) Duchene (Cousins - Haula) Forsberg (Arvidsson)                   | 5-5-0   | 10  | Rinne          | BB&T Center              | [ fdm 10 ] |
| 11 | 5 février   | Panthers     | Sunrise   | 1-2      | Sissons (Josi - Ellis) | 5-6-0   | 10  | Rinne          | BB&T Center              | [ fdm 11 ] |
| 12 | 8 février   | Lightning    | Nashville | 4-1      | Fabbro (Duchene - Granlund) | 5-7-0   | 10  | Rinne          | Bridgestone Arena        | [ fdm 12 ] |
| 13 | 9 février   | Lightning    | Nashville | 6-1      | Grimaldi (Malone - Jarnkrok) | 5-8-0   | 10  | Saros          | Bridgestone Arena        | [ fdm 13 ] |
| 14 | 11 février  | Red Wings    | Nashville | 2-3      | Ellis (Forsberg - Josi) Duchene (Jarnkrok - Josi) Fabbro (Kunin - Forsberg)                                                                                             | 6-8-0   | 12  | Rinne          | Bridgestone Arena        | [ fdm 14 ] |
| 15 | 13 février  | Red wings    | Nashville | 4-2      | Forsberg (Duchene - Fabbro) Grimaldi (Fabbro - Ellis) | 6-9-0   | 12  | Rinne          | Bridgestone Arena        | [ fdm 15 ] |
| 16 | 18 février  | Blue Jackets | Columbus  | 0-3      | | 6-10-0  | 12  | Saros          | Nationwide Arena         | [ fdm 16 ] |
| 17 | 20 février  | Blue Jackets | Columbus  | 4-2      | Jarnkrok (Ellis) Sissons (Kunin - Trenin) Jarnkrok Forsberg | 7-10-0  | 14  | Rinne          | Nationwide Arena         | [ fdm 17 ] |
| 18 | 23 février  | Red wings    | Détroit   | 2-0      | Forsberg (Josi - Granlund) Tolvanen (Forsberg - Josi) | 8-10-0  | 16  | Rinne          | Little Caesars Arena     | [ fdm 18 ] |
| 19 | 25 février  | Red wings    | Détroit   | 2-5      | Granlund (Josi - Tolvanen) Haula (Ellis - Kunin) | 8-11-0  | 16  | Rinne          | Little Caesars Arena     | [ fdm 19 ] |
| 20 | 27 février  | Blue Jackets | Nashville | 1-2      | Ekholm (Fabbro - Forsberg) Ekholm | 9-11-0  | 18  | Saros          | Bridgestone Arena        | [ fdm 20 ] |
| 21 | 28 février  | Blue Jackets | Nashville | 1-3      | Cousins (Arvidsson - Johansen) Tolvanen (Forsberg - Josi) Haula (Josi - Benning)                                                                                        | 10-11-0 | 20  | Saros          | Bridgestone Arena        | [ fdm 21 ] |
| 22 | 2 mars      | Hurricanes   | Nashville | 4-2      | Jarnkrok (Cousins - Ekholm) Ekholm (Fabbro - Haula) | 10-12-0 | 20  | Rinne          | Bridgestone Arena        | [ fdm 22 ] |
| 23 | 4 mars      | Panthers     | Nashville | 5-4      | Ekholm (Arvidsson - Josi) Forsberg (Arvidsson - Ekholm) Sissons (Richardson - Forsberg) Johansen (Arvidsson - Forsberg)                                                 | 10-13-0 | 20  | Rinne          | Bridgestone Arena        | [ fdm 23 ] |
| 24 | 6 mars      | Panthers     | Nashville | 6-2      | Tolvanen (Forsberg - Josi) Arvidsson (Forsberg - Johansen) | 10-14-0 | 20  | Rinne          | Bridgestone Arena        | [ fdm 24 ] |
| 25 | 7 mars      | Stars        | Dallas    | 4-3 (TF) | Granlund (Forsberg - Tovalnen) · Jarnkrok · Tovalnen (Josi - Forsberg) · TF : Forsberg - Johansen                                                                       | 11-14-0 | 22  | Rinne          | American Airlines Center | [ fdm 25 ] |
| 26 | 9 mars      | Hurricanes   | Raleigh   | 2-3 (P)  | Benning (Tovalnen) Johansen (Fabbro - Forsberg) | 11-14-1 | 23  | Rinne          | PNC Arena                | [ fdm 26 ] |
| 27 | 11 mars     | Hurricanes   | Raleigh   | 1-5      | Cousins (Ekholm) | 11-15-1 | 23  | Rinne          | PNC Arena                | [ fdm 27 ] |
| 28 | 13 mars     | Lightning    | Tampa     | 3-6      | Trenin (Arvidsson) Carrier (Trenin - Olivier) Haula (Jarnkrok - Cousins)                                                                                                | 11-16-1 | 23  | Rinne          | Amalie Arena             | [ fdm 28 ] |
| 29 | 15 mars     | Lightning    | Tampa     | 4-1      | Tolvanen (Johansen - Jarnkrok) Arvidsson (Haula - Jarnkrok) Jarnkrok (Ekholm - Rinne) Ekholm (Fabbro - Jarnkrok)                                                        | 12-16-1 | 25  | Rinne          | Amalie Arena             | [ fdm 29 ] |
| 30 | 18 mars     | Panthers     | Sunrise   | 2-1      | Jarnkrok (Carrier - Ekholm) Jarnkrok (Granlund) | 13-16-1 | 27  | Saros          | BB&T Center              | [ fdm 30 ] |
| 31 | 20 mars     | Panthers     | Sunrise   | 0-2      | | 13-17-1 | 27  | Saros          | BB&T Center              | [ fdm 31 ] |
| 32 | 21 mars     | Stars        | Dallas    | 4-3 (TF) | Johansen (Ekholm - Tolvanen) · Forsberg (Johansen - Tolvanen) · Tolvanen (Harpur) · TF : Forsberg - Johansen - Cousins - Tolvanen - Jarnkrok                            | 14-17-1 | 29  | Rinne          | American Airlines Center | [ fdm 32 ] |
| 33 | 23 mars     | Red wings    | Nashville | 0-2      | Granlund (Josi - Tolvanen) Olivier (Trenin - Sissons) | 15-17-1 | 31  | Saros          | Bridgestone Arena        | [ fdm 33 ] |
| 34 | 25 mars     | Red wings    | Nashville | 1-7      | Grimaldi (Haula - Cousins) Tolvanen (Josi - Forsberg) Grimaldi Grimaldi (Haula) Granlund (Josi - Fabbro) Olivier (Harpur) Grimaldi                                      | 16-17-1 | 33  | Saros          | Bridgestone Arena        | [ fdm 34 ] |
| 35 | 27 mars     | Blackhawks   | Chicago   | 3-1      | Johansen (Arvidsson - Tolvanen) Grimaldi (Kunin) Granlund (Kunin) | 17-17-1 | 35  | Saros          | United Center            | [ fdm 35 ] |
| 36 | 28 mars     | Blackhawks   | Chicago   | 3-2      | Arvidsson Jarnkrok (Ekholm - Kunin) Josi (Tovalnen - Arvidsson) | 18-17-1 | 37  | Rinne          | United Center            | [ fdm 36 ] |
| 37 | 30 mars     | Stars        | Nashville | 2-3 (P)  | Josi (Jarnkrok - Tolvanen) Jarnkrok (Kunin - Granlund) Tolvanen (Arvidsson - Carrier)                                                                                   | 19-17-1 | 39  | Saros          | Bridgestone Arena        | [ fdm 37 ] |
| 38 | 1er avril   | Stars        | Nashville | 4-1      | Sissons (Trenin) | 19-18-1 | 39  | Saros          | Bridgestone Arena        | [ fdm 38 ] |
| 39 | 3 avril     | Blackhawks   | Nashville | 0-3      | Tolvanen (Jarnkrok - Josi) Sissons Kunin (Davies - Harpur) | 20-18-1 | 41  | Saros          | Bridgestone Arena        | [ fdm 39 ] |
| 40 | 6 avril     | Red wings    | Détroit   | 3-2 (TF) | Kunin (Josi - Benning) · Granlund (Jarnkrok - Josi) · TF : Johansen - Josi                                                                                              | 21-18-1 | 43  | Saros          | Little Caesars Arena     | [ fdm 40 ] |
| 41 | 8 avril     | Red wings    | Détroit   | 7-1      | Arvidsson (Cousins - Ekholm) Haula (Grimaldi) Cousins (Sissons - Haula) Granlund (Harpur - Ekholm) Arvidsson (Lewington - Johansen) Arvidsson Trenin (Sissons - Harpur) | 22-18-1 | 45  | Saros          | Little Caesars Arena     | [ fdm 41 ] |
| 42 | 10 avril    | Lightning    | Nashville | 3-0      | | 22-19-1 | 45  | Rinne          | Bridgestone Arena        | [ fdm 42 ] |
| 43 | 11 avril    | Stars        | Nashville | 2-3 (TF) | Ellis (Kunin) · Trenin (Sissons) · TF : Johansen - Josi - Jarnkrok | 23-19-1 | 47  | Saros          | Bridgestone Arena        | [ fdm 43 ] |
| 44 | 13 avril    | Lightning    | Nashville | 2-7      | Sissons (Pitlick - Josi) Josi (Grimaldi) Arvidsson (Johansen - Harpur) Grimaldi (Johansen - Arvidsson) Arvidsson (Josi) Jeannot (Trenin) Granlund (Pitlick - Cousins)   | 24-19-1 | 49  | Saros          | Bridgestone Arena        | [ fdm 44 ] |
| 45 | 15 avril    | Hurricanes   | Raleigh   | 1-4      | Haula (Sissons - Harpur) | 24-20-1 | 49  | Saros          | PNC Arena                | [ fdm 45 ] |
| 46 | 17 avril    | Hurricanes   | Raleigh   | 1-3      | Josi | 24-21-1 | 49  | Saros          | PNC Arena                | [ fdm 46 ] |
| 47 | 19 avril    | Blackhawks   | Nashville | 2-5      | Duchene (Haula - Benning) Jarnkrok (Granlund - Kunin) Ekholm (Johansen) Jeannot (Ellis) Kunin (Granlund - Jarnkrok)                                                     | 25-21-1 | 51  | Saros          | Bridgestone Arena        | [ fdm 47 ] |
| 48 | 21 avril    | Blackhawks   | Chicago   | 4-5 (P)  | Tolvanen (Arvidsson - Johansen) Sissons Granlund (Ekholm) Kunin (Granlund - Josi)                                                                                       | 25-21-2 | 52  | Saros          | United Center            | [ fdm 48 ] |
| 49 | 23 avril    | Blackhawks   | Chicago   | 3-1      | Johansen (Ellis - Tolvanen) Kunin (Granlund - Jarnkrok) Haula (Ellis - Cousins)                                                                                         | 26-21-2 | 54  | Saros          | United Center            | [ fdm 49 ] |
| 50 | 26 avril    | Panthers     | Nashville | 1-4      | Granlund (Josi - Jarnkrok) Cousins (Haula - Ekholm) Haula (Duchene - Gudbranson) Trenin (Jeannot - Sissons)                                                             | 27-21-2 | 56  | Saros          | Bridgestone Arena        | [ fdm 50 ] |
| 51 | 27 avril    | Panthers     | Nashville | 7-4      | Ellis (Ekholm) Kunin (Jarnkrok - Granlund) Jeannot (Josi - Sissons) Ellis (Duchene - Cousins)                                                                           | 27-22-2 | 56  | Saros          | Bridgestone Arena        | [ fdm 51 ] |
| 52 | 1er mai     | Stars        | Nashville | 0-1 (P)  | Haula (Ekholm) | 28-22-2 | 58  | Saros          | Bridgestone Arena        | [ fdm 52 ] |
| 53 | 3 mai       | Blue Jackets | Columbus  | 4-3 (P)  | Forsberg (Ellis - Johansen) Johansen (Tolvanen - Forsberg) Josi (Ellis - Cousins) Josi (Haula (Jarnkrok)                                                                | 29-22-2 | 60  | Saros          | Nationwide Arena         | [ fdm 53 ] |
| 54 | 5 mai       | Blue Jackets | Columbus  | 2-4      | Jeannot Jarnkrok | 29-23-2 | 60  | Saros          | Nationwide Arena         | [ fdm 54 ] |
| 55 | 8 mai       | Hurricanes   | Nashville | 1-3      | Kunin (Granlund - Ekholm) Kunin (Granlund - Ellis) Haula (Jarnkrok) | 30-23-2 | 62  | Saros          | Bridgestone Arena        | [ fdm 55 ] |
| 56 | 10 mai      | Hurricanes   | Nashville | 0-5      | Grimaldi (Jeannot) Duchene (Trenin - Johansen) Duchene (Richardson - Cousins) Johansen (Forsberg - Fabbro) Jeannot                                                      | 31-23-2 | 64  | Rinne          | Bridgestone Arena        | [ fdm 56 ] |

### Classement de l'équipe
L'équipe des Predators finit à la quatrième place de la division Centrale Discover et se qualifient pour les Séries éliminatoires, les Hurricanes de la Caroline sont sacrés champions de la division. Au niveau de la Ligue nationale de hockey, cela les place à la treizième place, les premiers étant l'Avalanche du Colorado avec huitante-deux points.
| Clt   | Équipe                    | PJ | V  | D  | DP | BP  | BC  | Pts |
| ----- | ------------------------- | -- | -- | -- | -- | --- | --- | --- |
| +001, | Hurricanes de la Caroline | 56 | 36 | 12 | 8  | 179 | 136 | 80  |
| +002, | Panthers de la Floride    | 56 | 37 | 14 | 5  | 189 | 153 | 79  |
| +003, | Lightning de Tampa Bay    | 56 | 36 | 17 | 3  | 181 | 147 | 75  |
| +004, | Predators de Nashville    | 56 | 31 | 23 | 2  | 156 | 154 | 64  |
| +005, | Stars de Dallas           | 56 | 23 | 19 | 14 | 158 | 154 | 60  |
| +006, | Blackhawks de Chicago     | 56 | 24 | 25 | 7  | 161 | 186 | 55  |
| +007, | Red Wings de Détroit      | 56 | 19 | 27 | 10 | 127 | 171 | 48  |
| +008, | Blue Jackets de Columbus  | 56 | 18 | 26 | 12 | 137 | 187 | 48  |

- En gras : champion de la saison régulière
- En italique : qualifié pour les séries éliminatoires

Avec cent-cinquante-six buts inscrits, les Predators possèdent la vingt et unième attaque de la ligue, les meilleures étant l'Avalanche du Colorado avec cent-nonante-sept buts et les moins performants étant les Ducks d'Anaheim avec cent-vingt-six buts. Au niveau défensif, les Predators accordent cent-cinquante-quatre buts, soit une douzième place pour la ligue, les Golden Knights de Vegas est l'équipe qui a concédé le moins de buts (cent-vingt-quatre) alors qu'au contraire, les Flyers de Philadelphie en accordent deux-cent-un buts.

### Meneurs de la saison
Calle Jarnkrok est le joueur des Predators qui a inscrit le plus de buts (treize), le classant à la 126e position au niveau de la ligue. Ce classement est remporté par Auston Matthews des Maple Leafs de Toronto avec quarante et une réalisations.
Le joueur comptabilisant le plus d'aides chez les Predators est Roman Josi avec vingt-cinq, ce qui le classe au 73e rang au niveau de la ligue. le meilleur étant Connor McDavid des Oilers d'Edmonton avec septante et une passes comptabilisées.
Roman Josi, obtenant un total de trente-trois points est le joueur des Predators le mieux placé au classement par point, terminant à la 114e place au niveau de la ligue. Connor McDavid en comptabilise cent-quatre pour remporter ce classement.
Au niveau des défenseurs, Roman Josi est le défenseur le plus prolifique de la saison avec un total de trente-trois points, terminant à la 17e place au niveau de la ligue. Tyson Barrie des Oilers d'Edmonton est le défenseur comptabilisant le plus de points avec un total de quarante-huit.
Concernant les Gardien, Juuse Saros accorde septante-huit buts en deux-mille-cinquante-deux minutes, pour un pourcentage d’arrêt de nonante-deux, sept et Pekka Rinne accorde soixante-deux buts en mille-trois-cent-onze minutes, pour un pourcentage d’arrêt de nonante, sept. Jack Campbell est le gardien ayant accordé le moins de buts (quarante-trois) et Connor Hellebuyck le plus (cent-douze), Hellebuyck est également le gardien disputant le plus de minutes de jeu (deux-mille-six-cent-deux), Alexander Nedeljkovic est le gardien présentant le meilleur taux d’arrêts avec (nonante-trois, deux) et Carter Hart le pire (huitante-sept, sept.
À propos des recrues, Eeli Tolvanen comptabilise vingt-deux points, finissant à la 12e place au niveau de la ligue. Kirill Kaprizov du Wild du Minnesota est la recrue la plus prolifique avec un total de cinquante et un point.
Enfin, au niveau des pénalités, les Predators ont totalisé cinq-cent-quatorze minutes de pénalité dont septante minutes pour Mathieu Olivier, ils sont la septième équipe la plus pénalisée de la saison. Le joueur le plus pénalisé de la ligue est Tom Wilson des Capitals de Washington avec nonante-six minutes et l'équipe la plus pénalisée est le Lightning de Tampa Bay.

## Séries éliminatoires

### Déroulement des séries

#### Premier tour contre les Predators
Au cours de la saison régulière, les joueurs de la Caroline ont remporté les six premiers matchs joués contre les Predators de Nashville, quatrième équipe de la division Centrale. Alors que les deux équipes ne se sont jamais rencontrées au cours des séries de la Coupe Stanley, les joueurs de Nashville restent sur des victoires lors des deux dernières rencontres contre les Hurricanes.
| 17 mai 2021 | Caroline | 5-2 (1-1, 1-1, 3-0) | Nashville | PNC Arena 12 000 spectateurs |

| Feuille de match | Feuille de match | Feuille de match            | Feuille de match                                                                | Feuille de match                                                        |
| ---------------- | --- | --------------------------- | ------------------------------------------------------------------------------- | ----------------------------------------------------------------------- |
|                  | Teräväinen (Pesce, Lorentz) — 13 min 41 s Staal (Pesce) — 24 min 19 s Niederreiter (Nečas, Trocheck) — 42 min 26 s Staal — 48 min Svetchnikov — 58 min 13 s (CV) | 0-1 1-1 2-1 2-2 3-2 4-2 5-2 | Forsberg (Johansen, Ellis) — 12 min 14 s Haula (Duchene, Carrier) — 28 min 41 s | Arbitrage : Garrett Rank, Kelly Sutherland Libor Suchanek, Ryan Gibbons |
| Nedeljkovic      | Gardiens | Saros                       |                                                                                 | Arbitrage : Garrett Rank, Kelly Sutherland Libor Suchanek, Ryan Gibbons |
| 10 min           | Pénalités | 14 min                      |                                                                                 | Arbitrage : Garrett Rank, Kelly Sutherland Libor Suchanek, Ryan Gibbons |
| 38               | Tirs | 24                          |                                                                                 | Arbitrage : Garrett Rank, Kelly Sutherland Libor Suchanek, Ryan Gibbons |

| 19 mai 2021 | Caroline | 3-0 (1-0, 0-0, 2-0) | Nashville | PNC Arena 12 000 spectateurs |

| Feuille de match | Feuille de match                                                                                        | Feuille de match | Feuille de match | Feuille de match                                              |
| ---------------- | --- | ---------------- | ---------------- | ------------------------------------------------------------- |
|                  | Aho (Svetchnikov, Hamilton) — 8 min 3 s (SN) Aho (Pesce) — 59 min 7 s (CV) Foegele (Fast) — 59 min 32 s | 1-0 2-0 3-0      |                  | Arbitrage : Chris Lee, Jean Hebert Michel Cormier, Ryan Daisy |
| Nedeljkovic      | Gardiens                                                                                                | Saros            |                  | Arbitrage : Chris Lee, Jean Hebert Michel Cormier, Ryan Daisy |
| 18 min           | Pénalités                                                                                               | 10 min           |                  | Arbitrage : Chris Lee, Jean Hebert Michel Cormier, Ryan Daisy |
| 31               | Tirs | 32               |                  | Arbitrage : Chris Lee, Jean Hebert Michel Cormier, Ryan Daisy |

| 21 mai 2021 | Nashville | 5-4 (2 pr) (2-1, 1-2, 1-1, 0-0, 1-0) | Caroline | Bridgestone Arena 12 135 spectateurs |

| Feuille de match | Feuille de match | Feuille de match                    | Feuille de match | Feuille de match                                                     |
| ---------------- | --- | ----------------------------------- | --- | -------------------------------------------------------------------- |
|                  | Ellis (Jeannot, Sissons) — 4 min 35 s Forsberg (Ekholm, Saros) — 19 min 35 s Granlund (Haula, Josi) — 34 min 42 s (SN) Johansen (Ellis, Forsberg) — 45 min 1 s Duchene (Josi, Carrier) — 94 min 54 s | 1-0 1-1 2-1 2-2 2-3 3-3 4-3 4-4 5-4 | Aho — 15 min 44 s Staal (Foegele) — 23 min 31 s Trocheck (Svetchnikov, Aho) — 32 min 46 s (SN) Pesce (Teräväinen, Aho) — 56 min 39 s | Arbitrage : Francis Charron, Jon McIsaac Bryan Pancich, Andrew Smith |
| Saros            | Gardiens | Nedeljkovic                         | | Arbitrage : Francis Charron, Jon McIsaac Bryan Pancich, Andrew Smith |
| 6 min            | Pénalités | 14 min                              | | Arbitrage : Francis Charron, Jon McIsaac Bryan Pancich, Andrew Smith |
| 54               | Tirs | 56                                  | | Arbitrage : Francis Charron, Jon McIsaac Bryan Pancich, Andrew Smith |

| 23 mai 2021 | Nashville | 4-3 (2 pr) (1-1, 1-1, 1-1, 0-0, 1-0) | Caroline | Bridgestone Arena 12 135 spectateurs |

| Feuille de match | Feuille de match | Feuille de match            | Feuille de match                                                                                               | Feuille de match                                                   |
| ---------------- | --- | --------------------------- | --- | ------------------------------------------------------------------ |
|                  | Kunin (Granlund, Ellis) — 57 s Johansen (Duchene, Ekholm) — 24 min 53 s Cousins (Haula, Ekholm) — 43 min 15 s (SN) Kunin (Granlund, Järnkrok) — 96 min 10 s | 1-0 1-1 2-1 2-2 2-3 3-3 4-3 | Trocheck (Nečas) — 18 min 3 s McGinn (Lorentz, Martinook) — 38 min 5 s McGinn (Martinook, Staal) — 40 min 13 s | Arbitrage : Gord Dwyer, TJ Luxmore Bryan Pancich, Shandor Alphonso |
| Saros            | Gardiens | Nedeljkovic                 | | Arbitrage : Gord Dwyer, TJ Luxmore Bryan Pancich, Shandor Alphonso |
| 10 min           | Pénalités | 6 min                       | | Arbitrage : Gord Dwyer, TJ Luxmore Bryan Pancich, Shandor Alphonso |
| 43               | Tirs | 61                          | | Arbitrage : Gord Dwyer, TJ Luxmore Bryan Pancich, Shandor Alphonso |

| 25 mai 2021 | Caroline | 3-2 (pr) (1-1, 0-1, 1-0, 1-0) | Nashville | PNC Arena 12 000 spectateurs |

| Feuille de match | Feuille de match                                                                    | Feuille de match    | Feuille de match                                             | Feuille de match                                                         |
| ---------------- | ----------------------------------------------------------------------------------- | ------------------- | ------------------------------------------------------------ | ------------------------------------------------------------------------ |
|                  | Nečas (Hamilton) — 14 min 21 s (SN) Nečas (Slavin) — 52 min 55 s Staal — 62 min 3 s | 0-1 1-1 1-2 2-2 3-2 | Trenine (Josi) — 11 min 44 s Trenine (Sissons) — 20 min 53 s | Arbitrage : Wes McCauley, Frederick L'Ecuyer Andrew Smith, Bryan Pancich |
| Nedeljkovic      | Gardiens                                                                            | Saros               |                                                              | Arbitrage : Wes McCauley, Frederick L'Ecuyer Andrew Smith, Bryan Pancich |
| 8 min            | Pénalités                                                                           | 8 min               |                                                              | Arbitrage : Wes McCauley, Frederick L'Ecuyer Andrew Smith, Bryan Pancich |
| 37               | Tirs                                                                                | 25                  |                                                              | Arbitrage : Wes McCauley, Frederick L'Ecuyer Andrew Smith, Bryan Pancich |

| 27 mai 2021 | Nashville | 3-4 (pr) (1-1, 2-1, 0-1, 0-1) | Caroline | Bridgestone Arena 14 107 spectateurs |

| Feuille de match | Feuille de match                                                                                                 | Feuille de match            | Feuille de match | Feuille de match                                                   |
| ---------------- | --- | --------------------------- | --- | ------------------------------------------------------------------ |
|                  | Cousins (Haula, Harpur) — 1 min 44 s Granlund (Ellis) — 21 min 13 s Johansen (Josi, Granlund) — 27 min 32 s (SN) | 1-0 1-1 2-1 3-1 3-2 3-3 3-4 | McGinn (Nečas) — 4 min 21 s Aho (Hamilton) — 33 min 34 s (SN) Hamilton (Slavin, McGinn) — 53 min 59 s Aho (Slavin) — 61 min 6 s | Arbitrage : Steve Kozari, Brian Pochmara Bevan Mills, Jonny Murray |
| Saros            | Gardiens | Nedeljkovic                 | | Arbitrage : Steve Kozari, Brian Pochmara Bevan Mills, Jonny Murray |
| 6 min            | Pénalités | 8 min                       | | Arbitrage : Steve Kozari, Brian Pochmara Bevan Mills, Jonny Murray |
| 27               | Tirs | 31                          | | Arbitrage : Steve Kozari, Brian Pochmara Bevan Mills, Jonny Murray |

- Cet article est partiellement ou en totalité issu de l'article intitulé « Séries éliminatoires de la Coupe Stanley 2021 » (voir la liste des auteurs).

### Statistiques des joueurs
| No | Nationalité | Joueur      | PJ | V | D | Min | BC | BL | Moy  | %Arr | A | Pun |
| -- | ----------- | ----------- | -- | - | - | --- | -- | -- | ---- | ---- | - | --- |
| 74 | Finlande    | Juuse Saros | 6  | 2 | 4 | 433 | 20 | 0  | 2,78 | 92,1 | 1 | 0   |

| No | Nationalité | Joueur            | PJ | B | A | Pts | Pun |
| -- | ----------- | ----------------- | -- | - | - | --- | --- |
| 4  | Canada      | Ryan Ellis        | 6  | 1 | 4 | 5   | 2   |
| 5  | Canada      | Matt Benning      | 5  | 0 | 0 | 0   | 6   |
| 14 | Suède       | Mattias Ekholm    | 6  | 0 | 3 | 3   | 6   |
| 17 | Canada      | Ben Harpur        | 5  | 0 | 1 | 1   | 2   |
| 44 | Canada      | Erik Gudbranson   | 2  | 0 | 0 | 0   | 0   |
| 45 | Canada      | Alexandre Carrier | 6  | 0 | 2 | 2   | 4   |
| 59 | Suisse      | Roman Josi        | 6  | 0 | 4 | 4   | 2   |

| No | Nationalité | Joueur           | Poste | PJ | B | A | Pts | Pun |
| -- | ----------- | ---------------- | ----- | -- | - | - | --- | --- |
| 9  | Suède       | Filip Forsberg   | AG    | 6  | 2 | 1 | 3   | 4   |
| 10 | Canada      | Colton Sissons   | C     | 6  | 0 | 2 | 2   | 2   |
| 11 | États-Unis  | Luke Kunin       | C     | 6  | 2 | 0 | 2   | 2   |
| 13 | Russie      | Yakov Trenin     | C     | 6  | 2 | 0 | 2   | 0   |
| 15 | Canada      | Brad Richardson  | AD    | 2  | 0 | 0 | 0   | 0   |
| 19 | Suède       | Calle Järnkrok   | C     | 5  | 0 | 1 | 1   | 2   |
| 21 | Canada      | Nick Cousins     | C     | 4  | 2 | 0 | 2   | 2   |
| 25 | États-Unis  | Mathieu Olivier  | AD    | 2  | 0 | 0 | 0   | 2   |
| 28 | Finlande    | Eeli Tolvanen    | AD    | 4  | 0 | 0 | 0   | 0   |
| 33 | Suède       | Viktor Arvidsson | AD    | 2  | 0 | 0 | 0   | 2   |
| 56 | Finlande    | Erik Haula       | AG    | 6  | 1 | 3 | 4   | 4   |
| 64 | Finlande    | Mikael Granlund  | C     | 6  | 2 | 3 | 5   | 2   |
| 84 | Canada      | Tanner Jeannot   | AG    | 5  | 0 | 1 | 1   | 2   |
| 92 | Canada      | Ryan Johansen    | C     | 6  | 3 | 1 | 4   | 14  |
| 95 | Canada      | Matt Duchene     | C     | 6  | 1 | 2 | 3   | 2   |